# Вершина (заказник)
Вершина — ландшафтний заказник місцевого значення. Розташований на відвалах кар'єру в межах Вершинської ділянки Просянівського родовища первинних каолінів, що був відпрацьований ще в 1976 році, неподалік хутора Вершина та смт Просяна.
Площа заказника — 48,4 га, створений у 1998 році. Керуюча організація: ВАТ «Просянський гірничо-збагачувальний комбінат».
Вершинський поклад каолінів Просянського родовища було розвідано і передано до експлуатації в 1965 році.
Заказник виділяється серед степової рівнини великими відвалами порід, схили яких поросли чагарниками і лісом. Місцями сформувалися лучно-степові ділянки, які містять окрім типових для степової зони рослин і тварин, рідкісні види, що занесені до Червоної книги України. Завдяки поєднанню природних і техногенних процесів, серед степу з'явився майже гірський рельєф з унікальною екосистемою. Територія є резерватом збереження корисних, рідкісних та зникаючих видів рослин і тварин, охорони степового біорізноманіття в регіоні.